# Dasyurus maculatus
Il quoll tigre (Dasyurus maculatus Kerr, 1792), noto anche come gatto marsupiale a coda macchiata, è un marsupiale carnivoro del genere Dasyurus originario dell'Australia. Con maschi e femmine del peso rispettivamente di 3,5 e 1,8 kg, è il più grande marsupiale carnivoro del continente australiano e il più lungo del mondo (il più pesante, invece, è il diavolo della Tasmania), ed è considerato un superpredatore.

## Descrizione

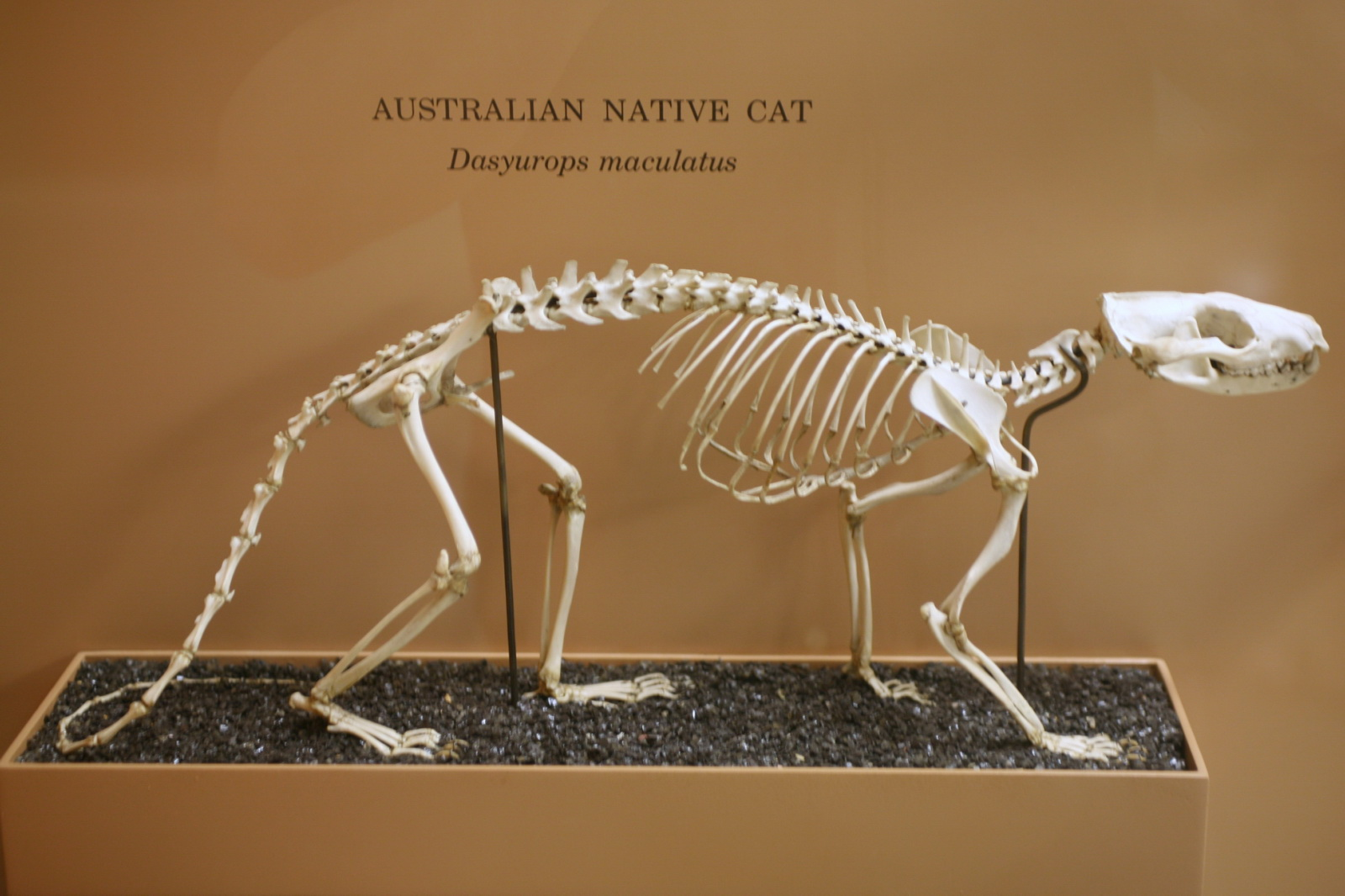
Scheletro di quoll tigre.

Il quoll tigre è il rappresentante più grande del genere Dasyurus. I maschi e le femmine delle regioni sud-orientali dell'Australia pesano rispettivamente circa 3,5 e 1,8 kg, mentre quelli del Queensland rispettivamente 1,6 e 1,15 kg. I maschi e le femmine della seconda specie più grande di Dasyurus, il quoll occidentale, invece, pesano 1,31 e 0,89 kg. Il quoll tigre ha zampe relativamente corte, ma ha una coda di lunghezza pari a quella del corpo. Ha testa e collo robusti e muso allungato e leggermente arrotondato. Ha cinque dita su ogni piede, e i piedi posteriori sono dotati di alluci ben sviluppati. I lunghi cuscinetti plantari, di colore rosa, sono ricoperti da una serie di pieghe delle pelle, utili per uno stile di vita arboricolo. Infatti, questo animale non è dotato di coda prensile. Il quoll tigre ha un mantello bruno-rossastro ricoperto da macchie bianche, che non muta in base alle stagioni. È l'unica specie di Dasyurus ad avere macchie anche sulla coda. La pelliccia e l'epidermide sono ricoperte da una sostanza oleosa di colore bruno-arancio. La regione ventrale è generalmente grigiastra o bianco crema. Maschi e femmine dell'Australia sud-orientale misurano rispettivamente 93 e 81,1 cm. Quelli del Queensland, invece, 80,1 e 74,2 cm.

## Biologia

### Comportamento

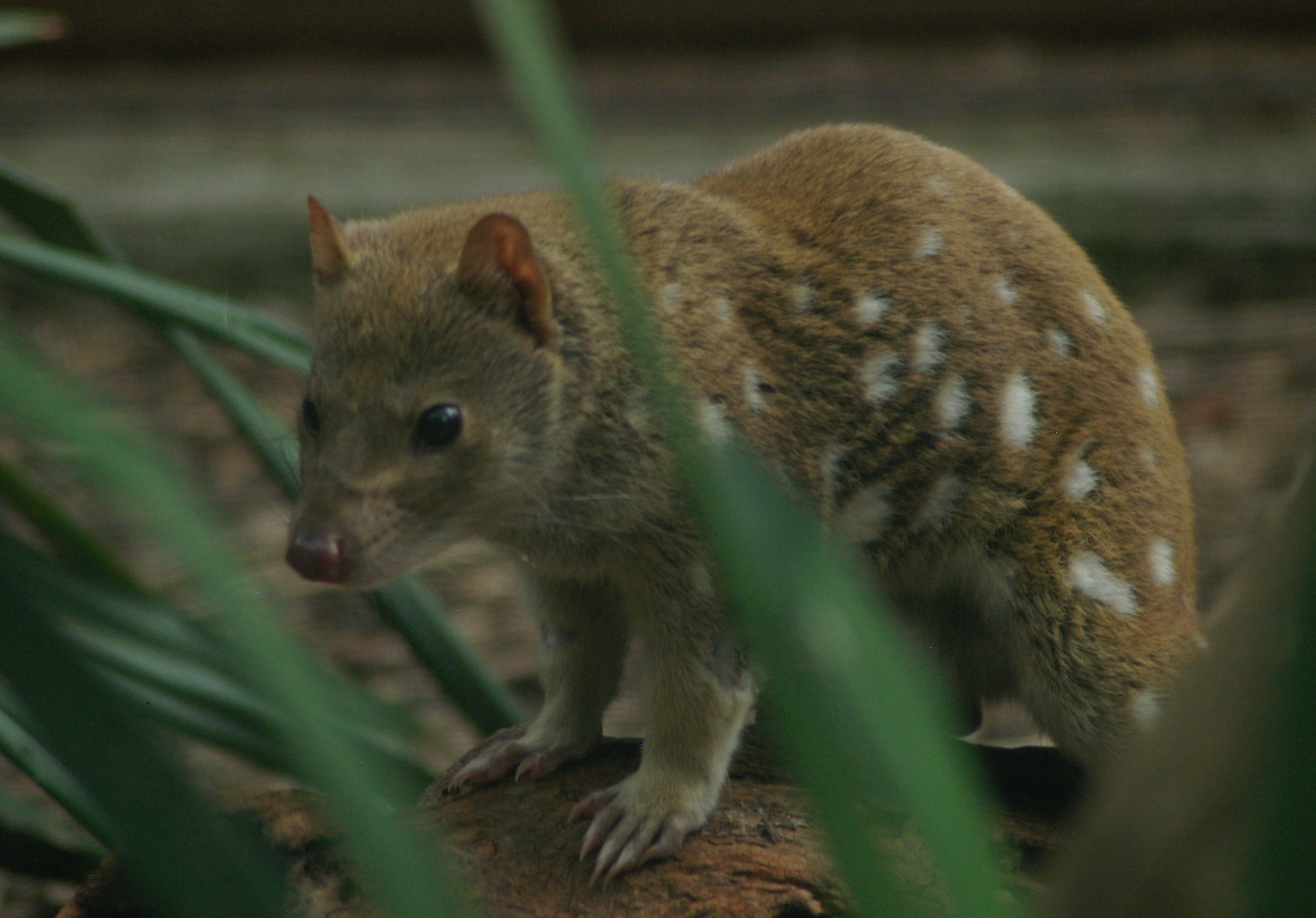
Quoll tigre nell'Healesville Sanctuary (Victoria).

Il quoll vive in un certo numero di habitat, ma sembra prediligere le foreste umide, come le foreste pluviali e le fitte foreste di eucalipti. È arboricolo, ma solo in parte, dal momento che l'11% dei suoi spostamenti vengono effettuati al suolo.

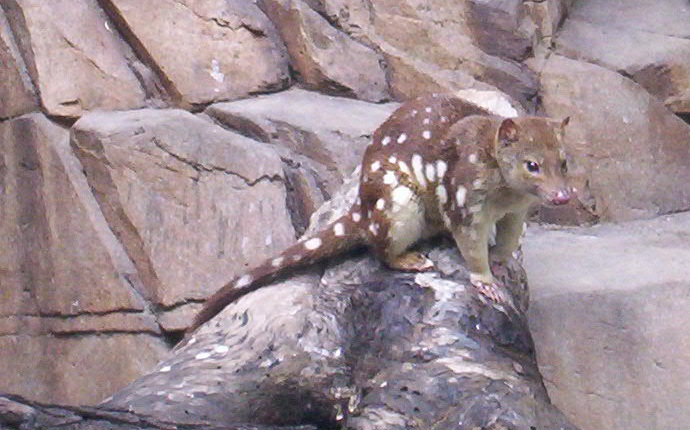
Quoll tigre al santuario naturale di Queens Park a Ipswich (Queensland).

I quoll tigre sono generalmente notturni e trascorrono la giornata riposando in tane. Tuttavia, esemplari giovani e femmine con i piccoli possono essere scorti anche durante il giorno e possono uscire allo scoperto anche quando il cielo è coperto. Le tane dei quoll sono costituite da gallerie sotterranee, caverne, fenditure nella roccia e tronchi cavi e caduti; alcuni stabiliscono la propria dimora sotto case o capanni. I quoll si spostano camminando e procedendo a piccoli balzi. I sentieri non hanno per loro particolare importanza, sebbene vadano in cerca di cibo e depositino marcature odorose lungo piste e strade. I quoll tigre possono occupare territori di 5,80-8,75 ettari nel caso dei maschi e di 0,90-1,88 ettari in quello delle femmine. La maggior parte degli individui stanziali sono femmine, sebbene nel corso di uno studio maschi e femmine si siano dimostrati sia transienti che residenti. I maschi occupano territori che si sovrappongono tra loro, ma ognuno di essi ha una propria area centrale di almeno 1,28 ettari. I territori delle femmine, invece, si sovrappongono solo in parte. I quoll talvolta condividono le tane durante la stagione riproduttiva. Dopo l'accoppiamento, le femmine si dimostrano aggressive nei riguardi dei maschi, specialmente quando sono prossime al parto. Presso i quoll tigre i segnali olfattivi e uditivi vengono utilizzati più spesso per comunicare di quelli visivi. Si salutano tra loro strofinando il muso, e i maschi annusano il posteriore delle femmine per verificare se sono in estro. Marcano inoltre sé stessi con secrezioni prodotte da bocca e orecchie. Alcune popolazioni hanno latrine comuni, poste generalmente sul greto ciottoloso di torrenti, alla base di falesie e lungo le strade.
I quoll tigre non sono generalmente molto vocali, ma varie vocalizzazioni possono essere udite in tutte le interazioni sociali. Quando si trovano a fronteggiare un rivale o qualsiasi altra sorgente di disturbo emettono sbuffi gutturali, colpi di tosse, sibili e gridolini acuti. Una sorta di cp-cp-cp viene prodotto dalle femmine in estro. Le femmine e i propri piccoli comunicano con dei richiami che risuonano come chh-chh e echh-echh, i primi emessi dalle femmine e i secondi dai giovani. I giovani vocalizzano frequentemente mentre combattono per gioco e le loro madri emettono sibili quando i propri piccoli salgono loro sul dorso. Negli scontri, i quoll si minacciano tra loro aprendo la bocca e mettendo in mostra i denti, con le orecchie volte all'indietro e gli occhi socchiusi. Nel corso dei combattimenti i maschi si afferrano e si prendono a morsi.

### Alimentazione

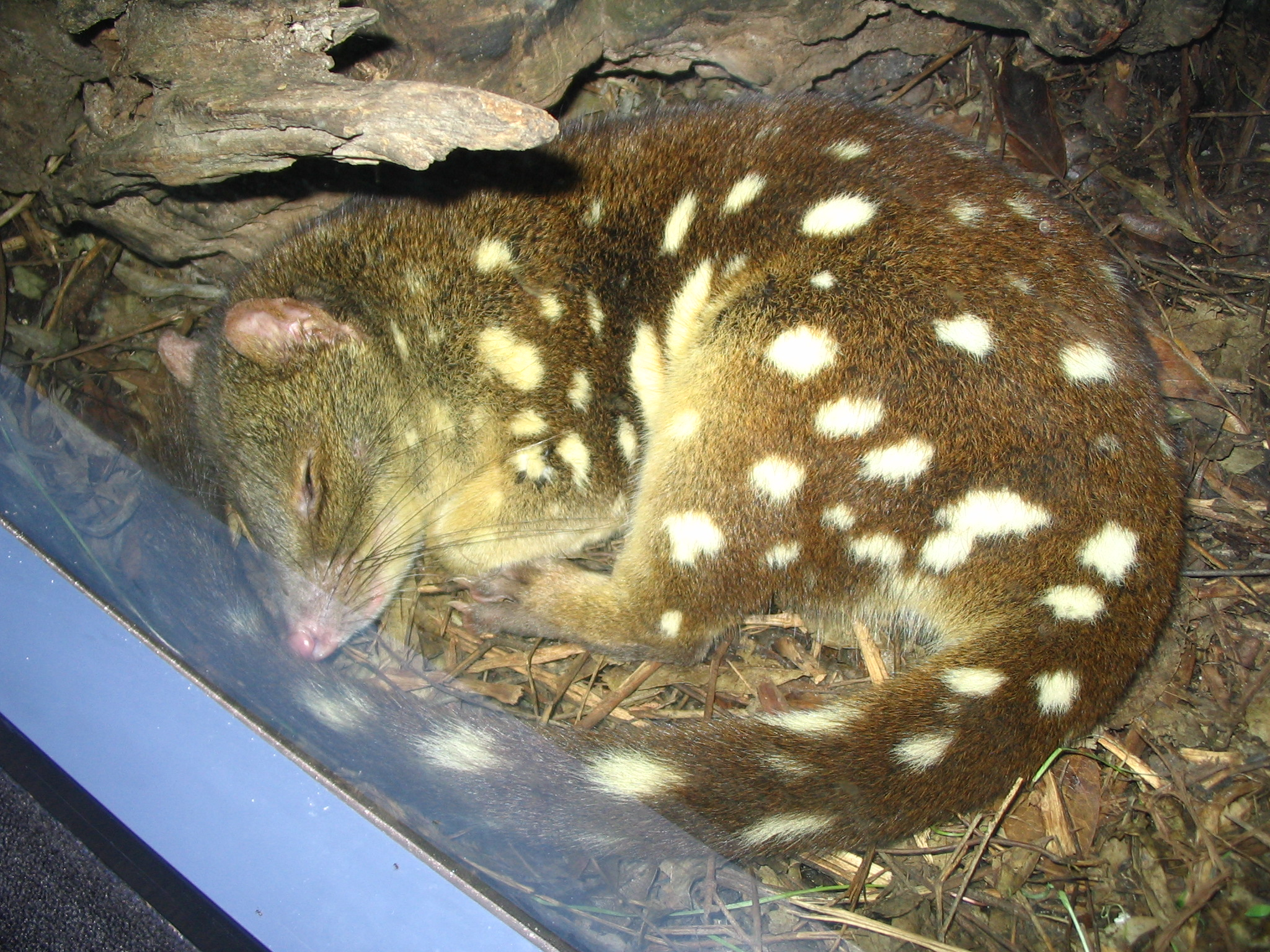
Quoll addormentato al Sydney Wildlife World.

Tra le prede del quoll figurano insetti, gamberi, lucertole, serpenti, uccelli, pollame domestico, piccoli mammiferi, ornitorinchi, conigli, opossum arboricoli, tilogali, piccoli wallaby e vombati. Divora anche carcasse di animali più grandi, come canguri, maiali inselvatichiti, vacche e dingo. Tuttavia, il quoll tigre non è così saprofago quanto il diavolo della Tasmania. Gran parte delle prede catturate dal quoll sono arboricole. Esso sale in alto sugli alberi e tende agguati notturni a opossum e uccelli. La variabilità della sua dieta lascia ipotizzare che le sue prede base non subiscano danno dagli incendi boschivi. Quando caccia, il quoll segue furtivamente la preda, immobilizzandosi solo quando la sua testa è eretta. In seguito si lancia all'attacco, azzannando la vittima alla base del cranio o alla sommità del collo, a seconda delle dimensioni dell'animale. Le piccole prede vengono tenute immobilizzate a terra con le zampe anteriori e finite con un morso. Quelle più grandi vengono assalite con un balzo e morse al collo. I quoll possono cadere essi stessi preda di diavoli della Tasmania e barbagianni in Tasmania e di dingo e cani sul continente. Talvolta vengono predati anche da aquile cuneate e grossi pitoni. In presenza di una carcassa, i quoll tigre lasciano la precedenza ai diavoli adulti, ma scacciano via gli esemplari più giovani. I quoll sono costretti a dover competere nella caccia con carnivori introdotti dall'uomo, come volpi, gatti ferali e cani selvatici. I quoll tigre sono inoltre ospiti di numerose specie di endoparassiti.

### Riproduzione

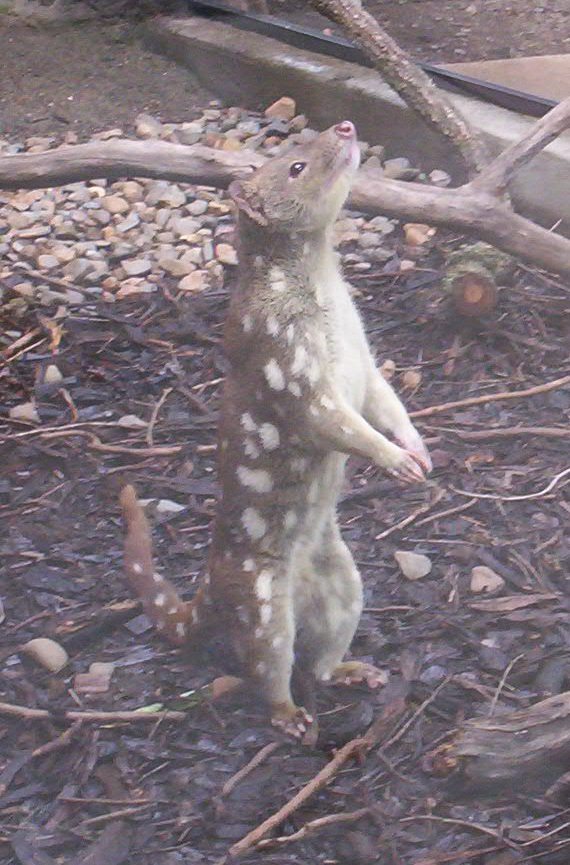
Quoll al santuario naturale di Queens Park a Ipswich (Queensland).

I quoll tigre hanno una stagione degli amori ben definita, che cade verso la metà dell'inverno (giugno-luglio), sebbene alcune femmine si riproducano anche prima, in aprile. Il comportamento riproduttivo del quoll tigre è unico tra quello delle specie di Dasyurus, poiché le femmine emettono dei vocalizzi quando sono in estro e accettano facilmente di essere montate dai maschi. Inoltre, durante questo periodo, il collo delle femmine si gonfia. Durante l'accoppiamento il maschio tiene ben stretti i fianchi della femmina con le zampe anteriori e le cinge il collo con la bocca. La copula può protrarsi per 24 ore. Le femmine partoriscono tenendo sollevati i quarti posteriori e inarcando la coda. Quando i piccoli sono nel marsupio, essa giace su un fianco. Dopo che i piccoli hanno lasciato la tasca materna, essa ripara nelle tane che ha costruito. Per i primi 50-60 giorni di vita, i piccoli non sono in grado di vedere, quindi fanno affidamento su vocalizzazioni e sul tatto per trovare la madre o i fratellini. Gli occhi si aprono dopo i 70 giorni di età. I piccoli non vengono trasportati sul dorso, ma riposano addossati alla madre e salgono loro addosso quando si sentono minacciati. Raggiungono l'indipendenza dalla madre - e la madre diviene aggressiva nei loro confronti - verso i 100 giorni di età.

## Distribuzione e habitat
Il quoll tigre è diffuso nelle regioni orientali dell'Australia, dove cadono più di 600 mm di pioggia all'anno. In passato era presente in tutto il Queensland sud-orientale, il Nuovo Galles del Sud orientale, il Victoria, l'Australia Meridionale sud-orientale e la Tasmania. Dopo la colonizzazione europea, tuttavia, la popolazione è notevolmente diminuita e l'areale si è frammentato sempre più. Attualmente, nel Queensland sud-orientale, la specie è divenuta piuttosto rara. Nel Victoria, le popolazioni sono diminuite di quasi il 50%. Il restringimento dell'areale non si è fatto così sentire nel Nuovo Galles del Sud, ma anche in questa zona il quoll è raro. Nell'Australia Meridionale la specie, probabilmente, non è mai stata molto numerosa. In Tasmania, invece, è presente perlopiù nelle regioni settentrionali e occidentali, dove le piogge seguono un andamento stagionale. Un tempo il quoll tigre era presente anche sulle isole di Flinders e di King, dalle quali è stato eradicato dall'uomo nel corso del XX secolo, cosicché attualmente non è più presente su nessuna delle isole circostanti la Tasmania.

## Tassonomia
Il quoll tigre appartiene alla famiglia dei Dasiuridi, che comprende la maggior parte dei marsupiali carnivori. È stato descritto per la prima volta nel 1792 da Robert Kerr, lo scrittore e naturalista scozzese, che lo classificò nel genere Didelphis, che raggruppa varie specie di opossum americani. Il nome specifico, maculatus, si riferisce alle macchie del mantello.
Taluni studiosi tendono a riconoscere due sottospecie, non accettate da tutti:
- D. m. maculatus Kerr, 1792, presente dal Queensland meridionale alla Tasmania;
- D. m. gracilis Ramsay, 1888, presente in una zona isolata del Queensland nord-orientale ed estremamente minacciata.

## Conservazione
Sulla Lista Rossa stilata dalla IUCN il quoll tigre è elencato tra le specie prossime alla minaccia (Near Threatened) mentre il Dipartimento dell'Ambiente dell'Australia classifica la popolazione settentrionale in pericolo di estinzione. La specie, come nella maggior parte dei carnivori, tende a vivere in basse densità e probabilmente soffre la competizione con mesomammiferi carnivori alieni quali la volpe rossa, la faina e popolazioni ferali di gatto domestico. L'uomo contribuisce al declino del quoll con persecuzioni volontarie, collisioni con i veicoli e avvelenamenti tramite fluoroacetato di sodio (1080). La minaccia più importante è ad ogni modo la perdita di habitat. I biologi conservazionisti australiani stanno portando avanti progetti per la salvaguardia della specie e l'educazione pubblica a favore di essa allo scopo di mitigare tali minacce.